# Научно-культурное объединение в Центральной и Восточной Европе GFPS-Польша
Научно-культурное объединение в Центральной и Восточной Европе (сокращённо GFPS-Польша) — объединение, приоритетом деятельности которого является студенческий обмен в странах Центральной и Восточной Европы. Программы GFPS-Польша реализуются совместно с партнерскими организациями из Германии и Чехии. Главный офис польского подразделения GFPS находится в Кракове. Кроме того GFPS-Польша является членом организации Инициатива для Центральной и Восточной Европы (сокращенно INMOE).

## История
История объединения GFPS началась 20 февраля 1984 г. во Фрайбурге-им-Брайсгау и связана с именем Георга Зеглера, которого вдохновила стажировка в Люблинском католическом университете. Программной целью объединения было предоставление возможности обучения в Федеративной Республике Германии польским студентам после отмены военного положения. После исчезновения так называемого «железного занавеса», а именно 28 августа 1994 в Баранове Сандомерском по инициативе польских стипендиатов и участников проектов организации появилось польское подразделение объединения GFPS-Польша. Именно с того момента обмен стал двухсторонним, а организации выступают в качестве партнеров в разного рода проектах.
В 1998—1999 гг. подобная партнерская организация появилась в Чехии (с 2004 г. — GFPS-Чехия), которая занимается чешско-немецким студенческим обменом.
Начиная с 2004 г., GFPS организует также стажировки для белорусских студентов. Первые стипендии для белорусов в Польше были признаны на зимний семестр 2013/14.
Аббревиатура GFPS связана с историческим названием немецкой организации «Gemeinschaft zur Förderung von Studienaufenthalten polnischer Studenten in der Bundesrepublik Deutschland e.V.» (в переводе «Организация по поддержке учебных стажировок польских студентов в Федеративной Республике Германии»). Несмотря на то, что полное название немецкой организации претерпело изменения, характерная аббревиатура не изменилась. Её также используют партнёрские организации в Чехии и Польше.
Деятельность объединения основана на совместной работе студентов государств-партнёров и их участии в различных проектах.

## Сфера деятельности
В качестве статутных целей деятельности объединения можно назвать поддержку образования, а также студенческий обмен и совместную научную работу Польши, Германии, Беларуси и других государств. Кроме того важным элементом является культурный и языковой обмен, налаживание и развитие всевозможных контактов между польским, немецким и белорусским обществами.
В рамках двустороннего обмена с GFPS-Германия, GFPS-Польша признаёт стипендии на обучение в немецких университетах в течение одного семестра. В свою очередь признание стипендий белорусам носит односторонний характер. Объединение оказывает не только финансовую поддержку, но и опеку непосредственно во время стипендиального обмена. Деятельность GFPS-Польша не ограничена отдельными городами. Таким образом, её децентрализированная структура позволяет организовывать такие проекты как языковой курс Тандем, Тридем, различные семинары, выставки, конференции, конкурсы на территории всего государства. Важным элементом является деятельность так называемых Локальных групп, главная задача которых оказать необходимую помощь и поддержку стипендиатом в месте прохождения стажировки. Такие Локальные группы действуют в Варшаве, Вроцлаве, Гданьске, Катовицах, Кракове, Лодзи, Люблине, Ополе, Познани, Торуни, Щетине. Каждый из членов организации может также реализоваться в конкретной рабочей группе.
Польско-немецкая и белорусская стипендиальные программы финансируются Фондом Польско-Немецкого Сотрудничества. Остальные проекты поддерживаются такими организациями, как Польско-Немецкое Молодёжное Сотрудничество, Польско-Немецкий Фонд для Науки, а также финансируются из средств европейского бюджета и частных фондов, членских взносов и вложений.

## Патронаты и награды
С 2009 GFPS-Polska проводит свою деятельность под почетным патронатом профессора Владислава Бартошевского. GFPS-Германия с 2005 года находится под патронатом Гезины Шван. Первый премьер сегодняшней Польши Тадеуш Мазовецкий был почётным членом GFPS-Польша.
В июне 2001 г. GFPS-Польша было удостоено денежной премии за заслуги и успешную деятельность, признанной Немецким Национальным Фондом. Кроме того, на счету объединения такая награда, как «Хороший сосед» в 2011 (признана организацией Польско-Немецкое Молодёжное Сотрудничество в год его 20-летия), победа в конкурсе «Хорошие стипендии 2012» (организованном Польско-Американским Фондом Свободы и Фондом Хорошая Сеть), а также награда для Георга Зеглера от Фонда Cusanusa в 2013.

## Выпускники GFPS
К числу бывших стипендиатов и людей, близко связанных с GFPS, относятся:
- Ежи Марганьски — посол Польской Республики в Берлине
- Иоланта Ружа Козловская — бывшая генеральная консул в Кёльне
- Ружа Тхун — депутат Европейского Парламента
- Роберт Траба — директор Центра Исторических Исследований Польской Академии Наук в Берлине
- Адам Кшеминьски — публицист («Polityka» и «Die Zeit»)
- Герхард Гнаук — публицист («Die Welt»)
- Габриэлла Лессер — публицистка («Die Tageszeitung»)
- Яцэк Яськовяк — мэр Познани